# あの日あの時 (大塚博堂のアルバム)
『あの日あの時』（あのひあのとき）は、1999年7月1日にマーキュリー・ミュージックエンタテインメントから発売された大塚博堂のベスト・アルバム。　

## 解説
大塚が残した録音を再編集、ライブ時MCも収録したベスト。ボーナス・トラックとして、デモテープ音源「日付のない日記」、未発表曲「街」収録。

## 収録曲
| 全作曲: 大塚博堂（#6、#11を除く）。 |                                          |           |                           |              |      |
| #                                   | タイトル                                 | 作詞      | 作曲・編曲                | 編曲         | 時間 |
| 1.                                  | 「ダスティン・ホフマンになれなかったよ」 | 藤公之介  | 大塚博堂（#6、#11を除く） | 惣領泰則     | 4:54 |
| 2.                                  | 「季節の中に埋もれて」                   | 藤公之介  | 大塚博堂（#6、#11を除く） | 森岡賢一郎   | 3:11 |
| 3.                                  | 「坂の上の二階」                         | 藤公之介  | 大塚博堂（#6、#11を除く） | あかのたちお | 3:49 |
| 4.                                  | 「一冊の本」                             | 藤公之介  | 大塚博堂（#6、#11を除く） | あかのたちお | 3:36 |
| 5.                                  | 「結婚する気もないのに」                 | 藤公之介  | 大塚博堂（#6、#11を除く） | あかのたちお | 3:36 |
| 6.                                  | 「大塚博堂つぶやき（自己紹介）」         | -         | 大塚博堂（#6、#11を除く） | -            | 1:08 |
| 7.                                  | 「あなたという名の港」                   | 藤公之介  | 大塚博堂（#6、#11を除く） | あかのたちお | 4:32 |
| 8.                                  | 「めぐり逢い紡いで」                     | るい      | 大塚博堂（#6、#11を除く） | あかのたちお | 3:33 |
| 9.                                  | 「新宿恋物語」                           | 藤公之介  | 大塚博堂（#6、#11を除く） | あかのたちお | 4:39 |
| 10.                                 | 「翌朝」                                 | 藤公之介  | 大塚博堂（#6、#11を除く） | 馬飼野康二   | 3:36 |
| 11.                                 | 「大塚博堂のつぶやき（母親の話し）」     | -         | 大塚博堂（#6、#11を除く） | -            | 1:17 |
| 12.                                 | 「歩道橋」                               | 藤公之介  | 大塚博堂（#6、#11を除く） | 佐藤準       | 5:05 |
| 13.                                 | 「ふるさとでもないのに」                 | 藤公之介  | 大塚博堂（#6、#11を除く） | 佐藤準       | 5:18 |
| 14.                                 | 「旅でもしようか」                       | 藤公之介  | 大塚博堂（#6、#11を除く） | あかのたちお | 3:15 |
| 15.                                 | 「娘をよろしく」                         | 広瀬俊夫  | 大塚博堂（#6、#11を除く） | 森岡賢一郎   | 3:28 |
| 16.                                 | 「それぞれ」                             | 藤公之介  | 大塚博堂（#6、#11を除く） | あかのたちお | 3:55 |
| 17.                                 | 「日付のない日記」(デモテープ音源)       | 赤尾伸雄  | 大塚博堂（#6、#11を除く） |              | 2:32 |
| 18.                                 | 「街」(未発表曲)                         | 藤公之介  | 大塚博堂（#6、#11を除く） |              | 2:49 |
| 合計時間:                           | 合計時間:                                | 合計時間: | 合計時間:                 | 64:13        |      |